# Parafia św. Jana Chrzciciela w Janikowie
Parafia pw. św. Jana Chrzciciela w Janikowie – rzymskokatolicka parafia w Janikowie należąca do dekanatu barcińskiego w archidiecezji gnieźnieńskiej.

## Rys historyczny
Parafia została erygowana przez bpa Władysława Oporowskiego 20 kwietnia 1447 roku. Głównymi przyczynami jej powstania były trudności w dostaniu się okolicznych mieszkańców do innych kościołów z powodu podnoszącego się poziomu wody na terenach zalewowych. Najpierw powstał tu kościół drewniany, a następnie w 1460 roku murowany. Wnętrze budynku wyposażone jest w XVIII-wieczne, barokowe ołtarze (główny i dwa boczne). W roku 1840 kościół rozbudowano o nową zakrystię i podwyższoną więżę. Lokalny artysta Henryk Czaman w 1948 roku na sklepieniu prezbiterium wykonał polichromię przedstawiającą czterech ewangelistów. W roku 1960 wspólnotę parafialną odwiedził Prymas Polski kard. Stefan Wyszyński. W 1965 roku z parafii wyodrębniono nowy ośrodek duszpasterski dla Janikowa, który w 1978 roku przekształcony został w pełnoprawną parafię pw. NSPJ. Od lat 80. XX wieku do początku XXI wieku w parafii znajdował się diecezjalny ośrodek oazowy Ruchu Światło-Życie. W 1987 roku powstała kolejna wspólnota w Janikowie (Parafia bł. Michała Kozala BM w Janikowie) ustalając trwający do dziś podział miasta na trzy parafie. Przy kościele znajduje się cmentarz parafialny.

## Dokumenty
Księgi metrykalne: 
- ochrzczonych od 1838 roku
- małżeństw od 1838 roku
- pogrzebów od 1838 roku

## Zasięg parafii
Ulice Janikowa na obszarze parafii: Łączna, Przemysłowa (część), Przyjezierna, Wędkarska. Miejscowości na obszarze parafii: Giebnia.

## Proboszczowie
Lista proboszczów z początkowego okresu funkcjonowania parafii (XV–XVI w.) jest trudna do ustalenia z powodu braku wiarygodnych źródeł, jednak od połowy XVII wieku przekazy te są już dokładniejsze.
- ks. Mikołaj Karwowski (1640–1642)
- ks. Samuel Rayski (1642–1674)
- ks. Wojciech Pruchnicki (1674–1699)
- ks. Marcin Florkiewicz (1699–1712)
- ks. Mateusz Dąbrowski (1713–1735)
- ks. Szymon Kuczkowski (1735–1750)
- ks. Kazimierz Radziszewski (1750–1766)
- vacat (1766–1771)
- ks. Franciszek Geschaw (1771–1818)
- ks. Andrzej Jabłoński (1818–1819)
- o. Paschalis Bieńkowski (1819–1820)
- ks. Walenty Chądzyński (1820–1821)
- vacat (1821–1823)
- ks. Mateusz Rabuszewski (1823–1840)
- ks. Andrzej Zgrabczyński (1840–1842)
- ks. Michał Kozłowicz (1842–1881)
- vacat (1881–1885, Kulturkampf)
- ks. Stanisław Kowalewski (1886–1904, administrator)
- ks. Kazimierz Miaskowski (1904–1909)
- ks. Karol Bobowski (1909)
- ks. Stanisław Skowroński (1910–1923)
- ks. Ignacy Zięciak (1923–1939)
- vacat (1939–1945, II wojna światowa)
- ks. Ignacy Zięciak (1945–1946)
- ks. Franciszek Oleń (1946–1947)
- ks. Feliks Nowaczewski (1947–1964)
- ks. Jan Kątny (1964–1975)
- ks. Franciszek Resiak (1975–1978)
- vacat (1978–1982)
- ks. Andrzej Jaskuła (1982–1989)
- ks. Adam Walendowski (1989–1998)
- ks. Marek Siwka (od 1998)